# Madeleine Pascu
Soprana Madeleine Pascu(n.?) este o solista a Operei Naționale București. Absolventă a Universității Naționale de Muzică din București, secția de canto, sub îndrumarea maeștrilor Sanda Șandru, Hero Lupescu și Aida Abagief, face studii de profil în 2006, la Siena(Italia) cu Renato Bruson, în 2007, la Opera Națională București cu Leontina Ciobanu-Văduva și la Lübeck cu Berd Weikl.
Madeleine Pascu a debutat pe scena Operei din Constanța și în 2006 debutează ca solistă la Opera Națională București cu rolul titular din opera “Manon Lescaut” de Giacomo Puccini.
Din repertoriul său se pot enumera roluri ca:
- Giuseppe Verdi: “Trubadurul” (Leonora), “Bal mascat” (Amelia), “Macbeth” (Lady Macbeth), "Aida" (Aida);
- Pietro Mascagni: “Cavaleria rusticana” (Santuzza);
- Wolfgang Amadeus Mozart: “Don Giovanni” (Donna Anna);
- Giacomo Puccini: “Madama Butterfly“ (Cio-Cio-San, Madama Butterfly), “Tosca” (Floria Tosca), "Turandot" (prințesa Turandot) etc.

Este căsătorită cu baritonul Ionuț Pascu.